# 110 (tal)
110 är det naturliga talet som följer 109 och som följs av 111.

## Inom matematiken
- 110 är ett jämnt tal.
- 110 är ett sammansatt tal.
- 110 är ett Harshadtal.
- 110 är ett Kvadratfritt tal.
- 110 är ett rektangeltal.
- 110 är ett sfeniskt tal.

## Inom vetenskapen
- Darmstadtium, atomnummer 110
- M110, elliptisk galax i Andromeda, Messiers katalog
- 110 Lydia, en asteroid